# Kruiskoepelkerk

Plattegrond kerk met situering van de 'kruising' (grijs) met daarboven de koepel.

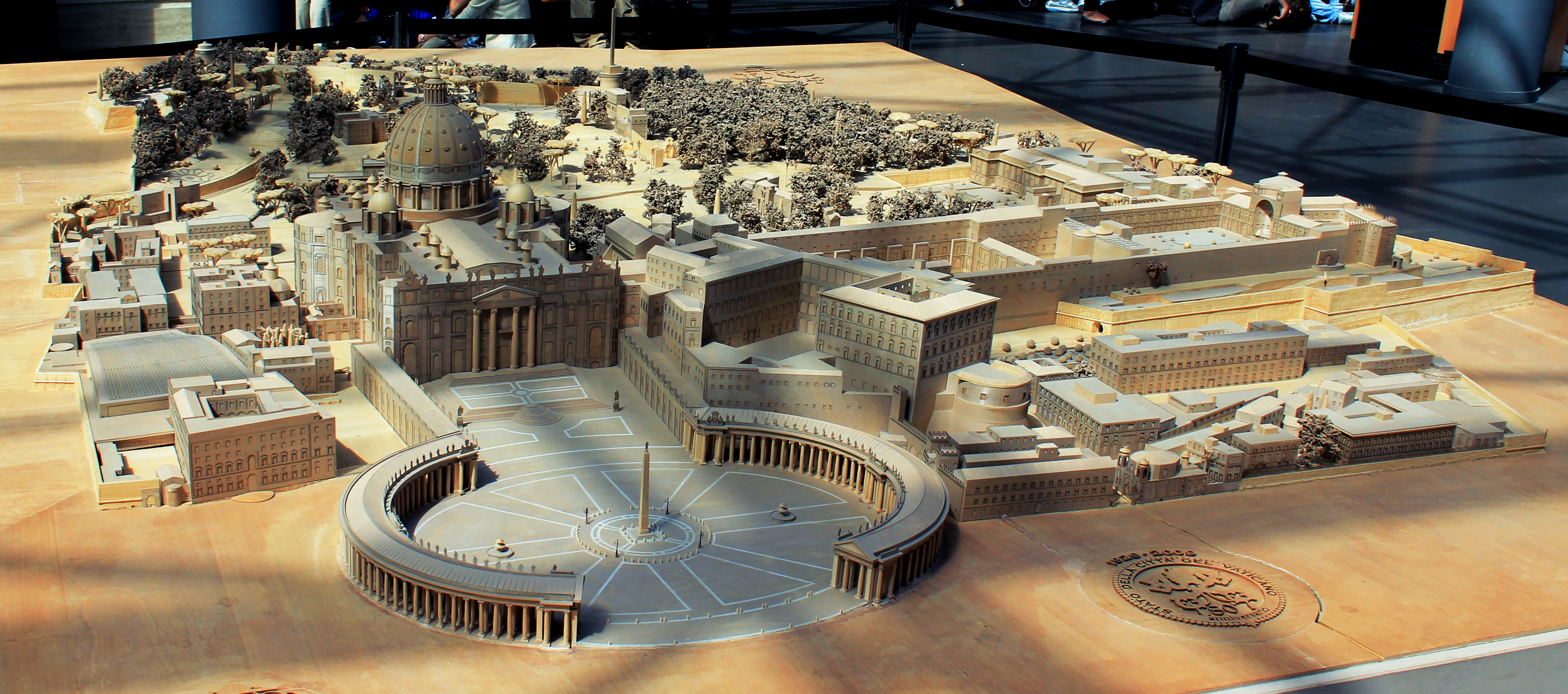
Schaalmodel van de Sint-Pietersbasiliek in de Vaticaanse Musea

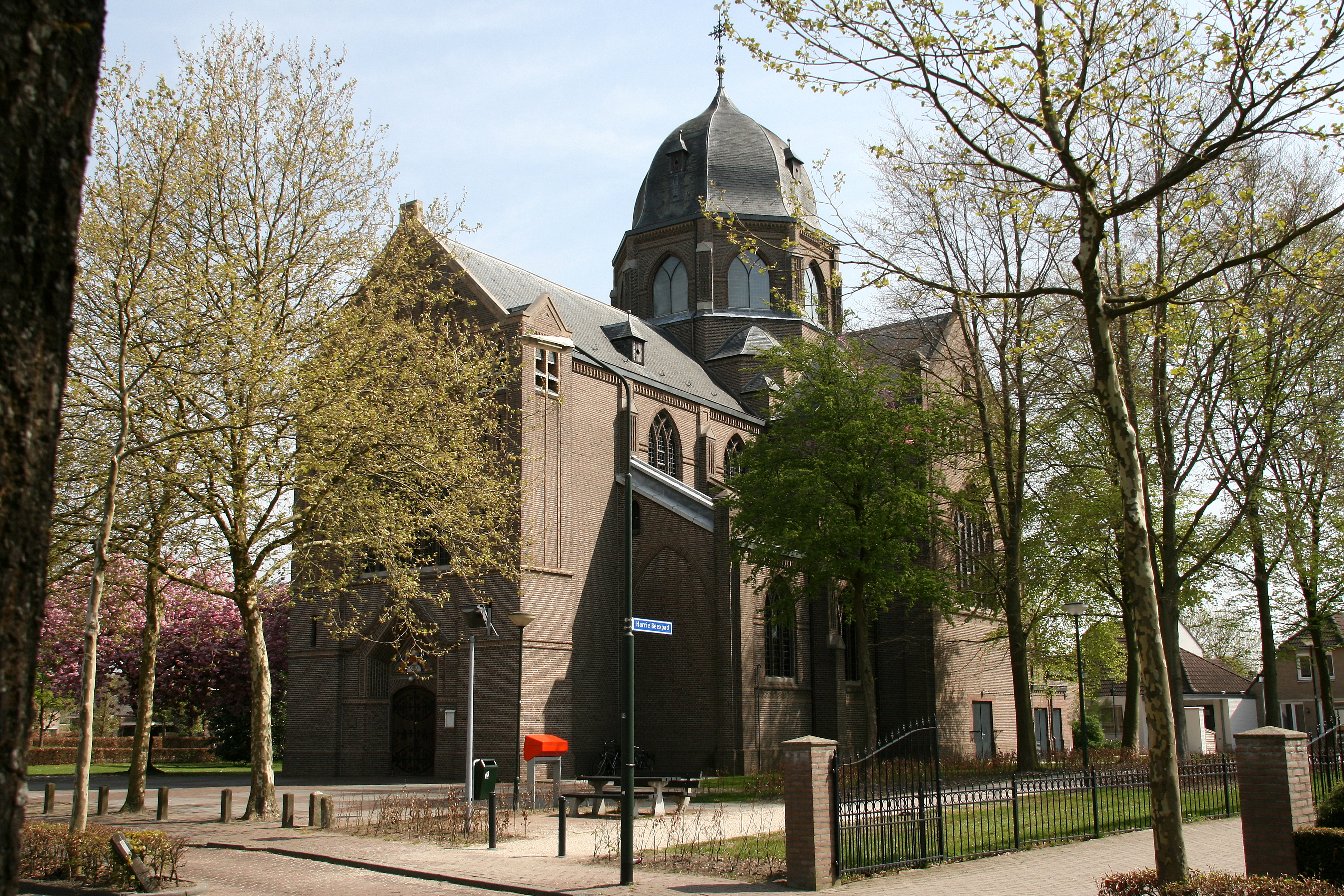
Sint-Pancratiuskerk in Hoogeloon

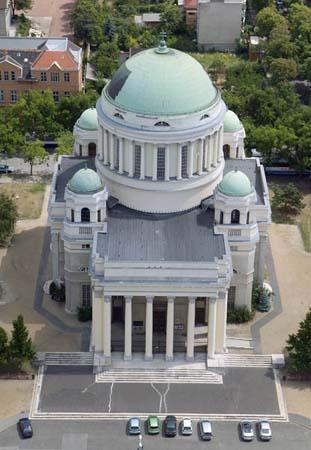
Onze lieve vrouwe van Hongarijekerk in Józsefváros, een stadsdeel van Boedapest

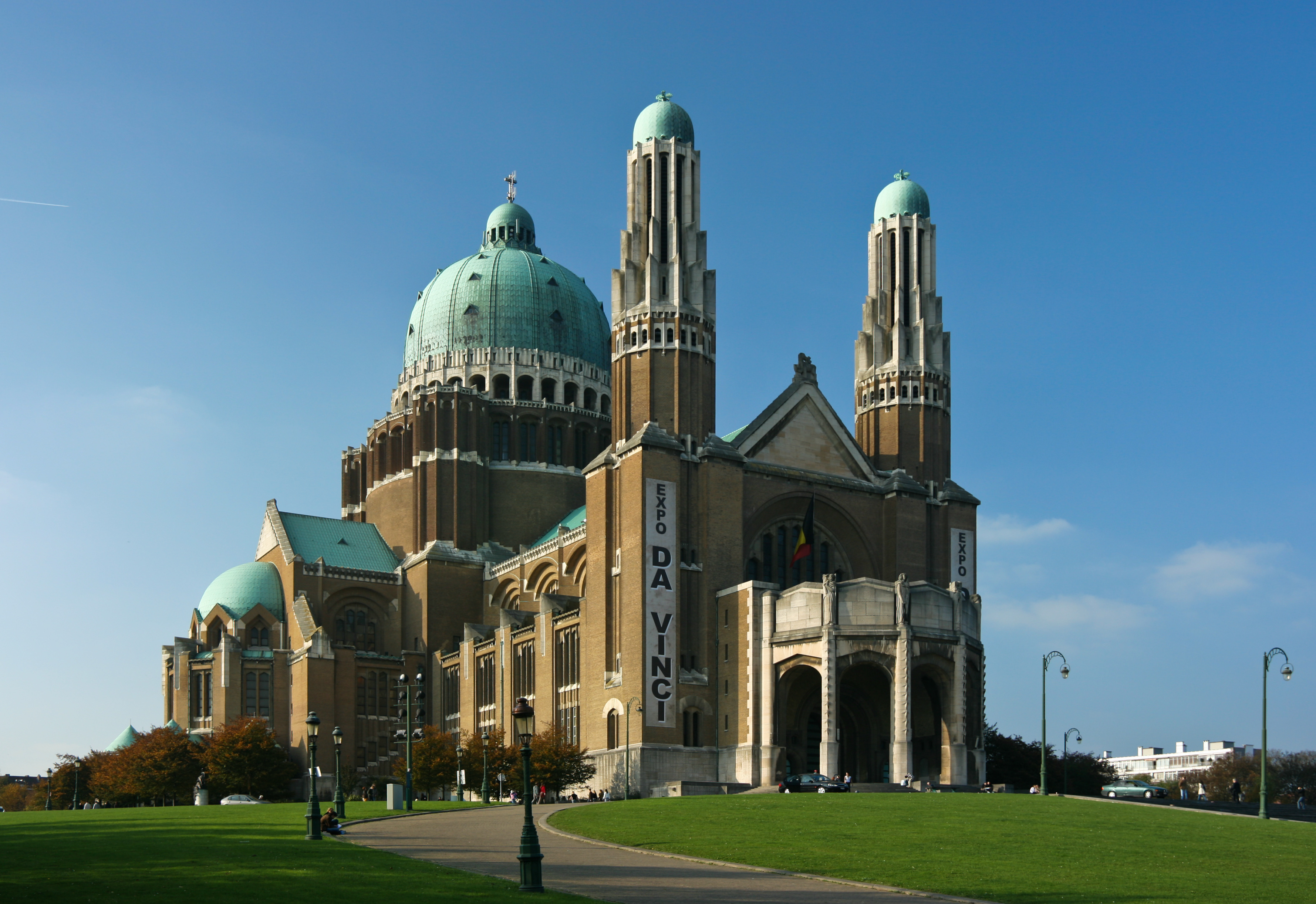
Basiliek van Koekelberg, met in het midden van het kruis de koepel (kruisingskoepel)

Een kruiskoepelkerk is een kerkgebouw waarbij de kruising van een kruiskerk wordt overdekt door een koepelvormige kap. Boven op de kruising bevindt zich dan een vieringtoren of kruisingtoren. Bij een kruiskoepelkerk wordt die toren dan ook een vieringkoepel of kruisingkoepel genoemd.

## Voorbeelden
- Sint-Pietersbasiliek in Vaticaanstad
- Sint-Pancratiuskerk in Hoogeloon

## Zie ook

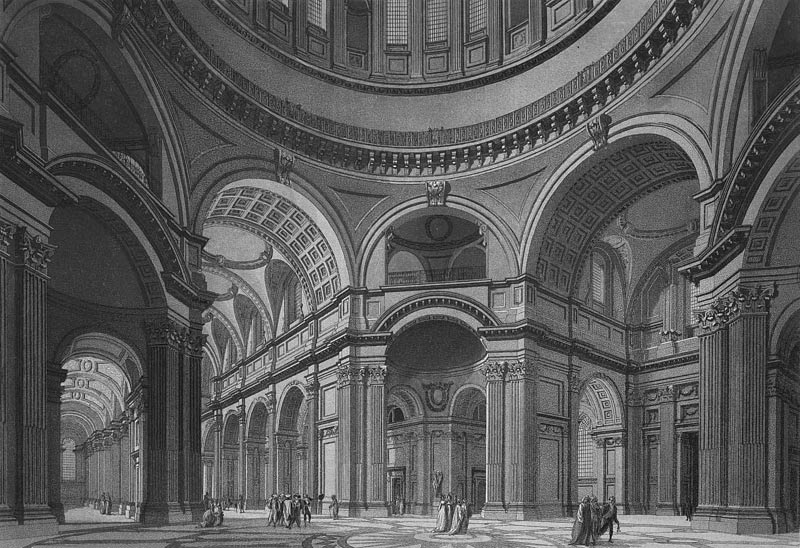
St Paul's Cathedral in Londen

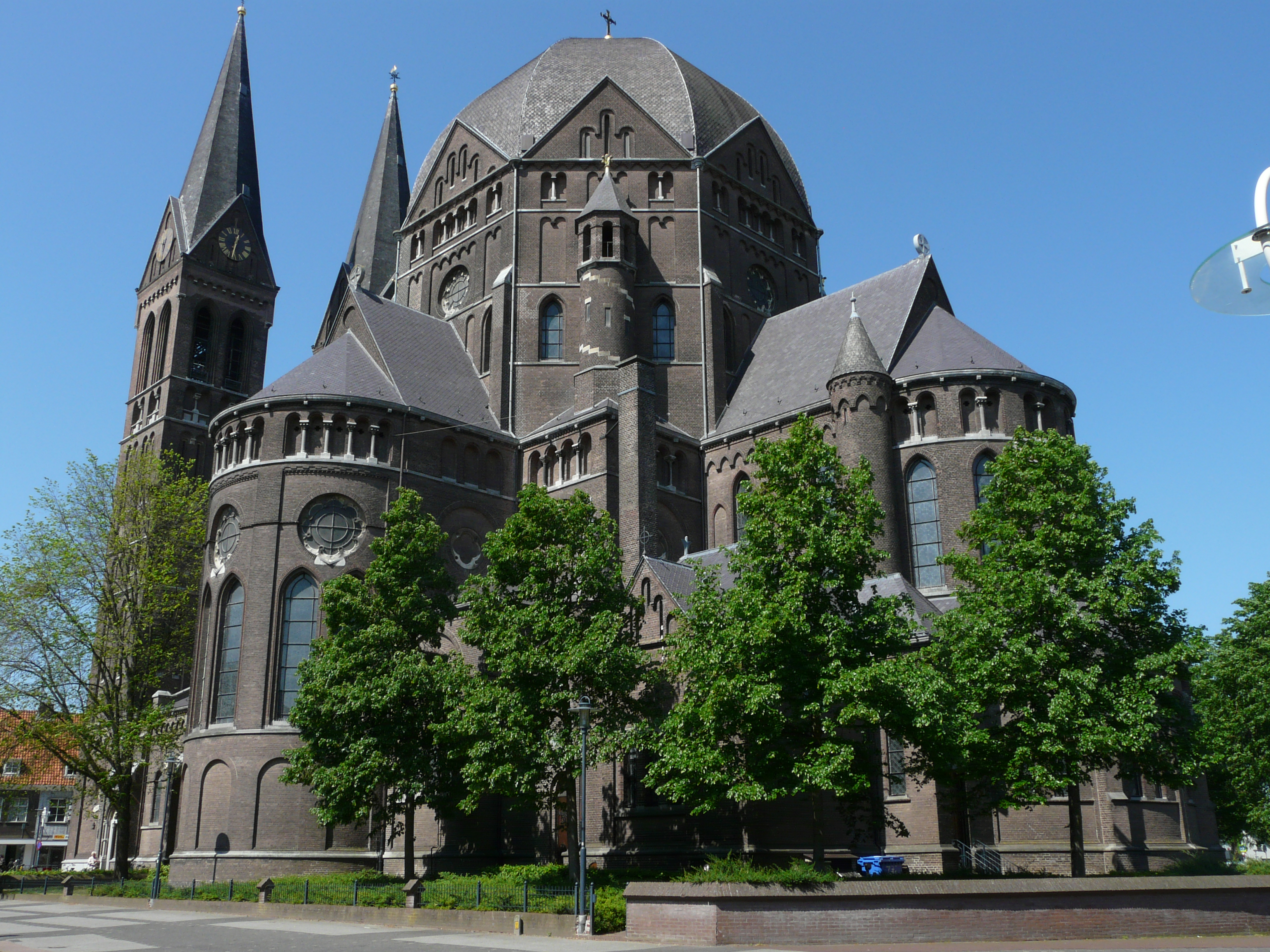
Sint-Brigidakerk in Geldrop